# Stefano Carozzo
Stefano Carozzo (* 17. Januar 1979 in Savona) ist ein ehemaliger italienischer Degenfechter.

## Erfolge
Stefano Carozzo wurde 2007 in Sankt Petersburg mit der Mannschaft Vizeweltmeister. 2006 in Izmir und 2008 in Kiew sicherte er sich zudem im Mannschaftswettbewerb jeweils Bronze bei den Europameisterschaften. Bei den Olympischen Spielen 2008 in Peking unterlag er mit der Mannschaft im Halbfinale der französischen Equipe, setzte sich aber im Gefecht um Rang drei gegen China mit 45:35 durch. Neben Carozzo erhielten Alfredo Rota, Diego Confalonieri und Matteo Tagliariol die Bronzemedaille.
Carozzo focht für das Centro Sportivo dell’Aeronautica Militare. 2008 wurde er zum Ritter des Verdienstordens der Italienischen Republik ernannt.